# Lycée Blaise-Pascal de Libreville
Pour les articles homonymes, voir Lycée Blaise-Pascal.
Le lycée Blaise-Pascal de Libreville est un établissement scolaire français à l’étranger (EEFE) situé au Gabon qui réunit deux cycles d’enseignement, collège et lycée.

## Description
Il porte le nom de Blaise Pascal.
Il accueille plus de 1 000 élèves et respecte les horaires et enseignements fixés en France par l’Éducation nationale. L’établissement est conventionné par l’Agence pour l’enseignement français à l’étranger (AEFE).
Il est un des rares à posséder un lycée professionnel intégré.

## Structure Pédagogique
Structure pédagogique du collège et du lycée pour l'année 2009 - 2010 :
|                   | 6e | 5e | 4e | 3e | 2d | 1re | Terminale |
| nombre de classes | 9  | 8  | 8  | 8  | 5  | 5   | 5         |

## Résultat
Quelques résultat notoire du Lycée depuis sa création.
Résultats au Baccalauréat
|      | Très bien | Bien | Assez bien | ss. mention | Refusés | Série |
| 2011 | 0         | 1    | 5          | 8           | 3       | STG   |
| 2011 | 1         | 0    | 5          | 12          | 2       | S     |
| 2011 | 1         | 1    | 4          | 7           | 4       | ES    |
| 2012 | 0         | 0    | 0          | 0           | 0       | PRO   |
| 2011 | 0         | 0    | 5          | 2           | 0       | L     |

La meilleure notation en série STG a été de 15,27 en 2011 obtenue par un garçon en option marketing. Pour le baccalauréat 2012 sa note reste la plus forte dans sa série.